# Bahnhof Bordeaux-Saint-Jean
Bordeaux-Saint-Jean ist ein Bahnhof in der französischen Stadt Bordeaux im Département Gironde. Mit knapp 63.000 Reisenden täglich ist er der am meisten frequentierte Bahnhof im Südwesten Frankreichs.
Die Station wurde von der Compagnie des chemins de fer du Midi (Midi) im Jahre 1898 eröffnet. Neben Zügen von CF du Midi hielten auch Züge der Gesellschaften Compagnie du chemin de fer de Paris à Orléans und Chemin de fer de l’État.
Das Bahnhofsgebäude befindet sich am Südende des Stadtzentrums von Bordeaux, am Ende des Cours de la Marne. Die Station hat ein großes Dach, welches von Gustave Eiffel gebaut wurde. Es ist 56 Meter breit und misst ca. 17.000 Quadratmeter.
Seit 1988 wird der Bahnhof von TGV-Zügen angefahren. Er wurde 1990 beim Bau der Hochgeschwindigkeitsstrecke LGV Atlantique modernisiert und 2016–2017 anlässlich des Baus der Hochgeschwindigkeitsstrecke LGV Sud Europe Atlantique erneut umfangreich renoviert.
Nördlich des Bahnhofs wird die Garonne mittels einer viergleisigen Brücke Pont ferroviaire Garonne überquert. Diese Brücke ersetzte 2008 die historische zweispurige Brücke Passerelle Eiffel.

## Verkehrsanbindung
Der Bahnhof ist über regelmäßig verkehrende TGV-, Intercités- und TER-Züge erreichbar. Ab Bordeaux bestehen umsteigefreie Fernverbindungen unter anderem nach Paris (Gare Montparnasse), Straßburg, Brüssel, Nantes, Toulouse und Marseille. Seit Fertigstellung der LGV Sud Europe Atlantique im Jahr 2017 hat sich die Fahrzeit der schnellsten Züge zwischen Bordeaux und Paris von drei Stunden auf knapp über zwei Stunden reduziert.

## Galerie

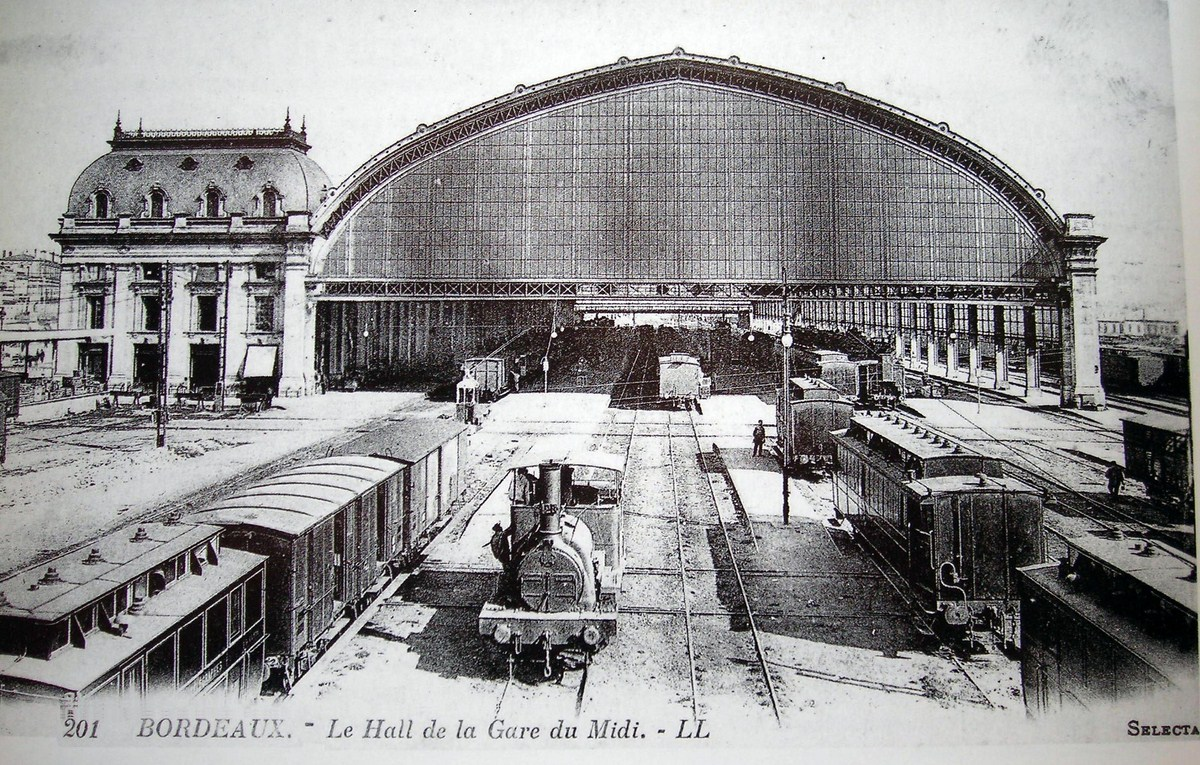
Bahnhofshalle zur Zeit der Midi auf einer alten Postkarte
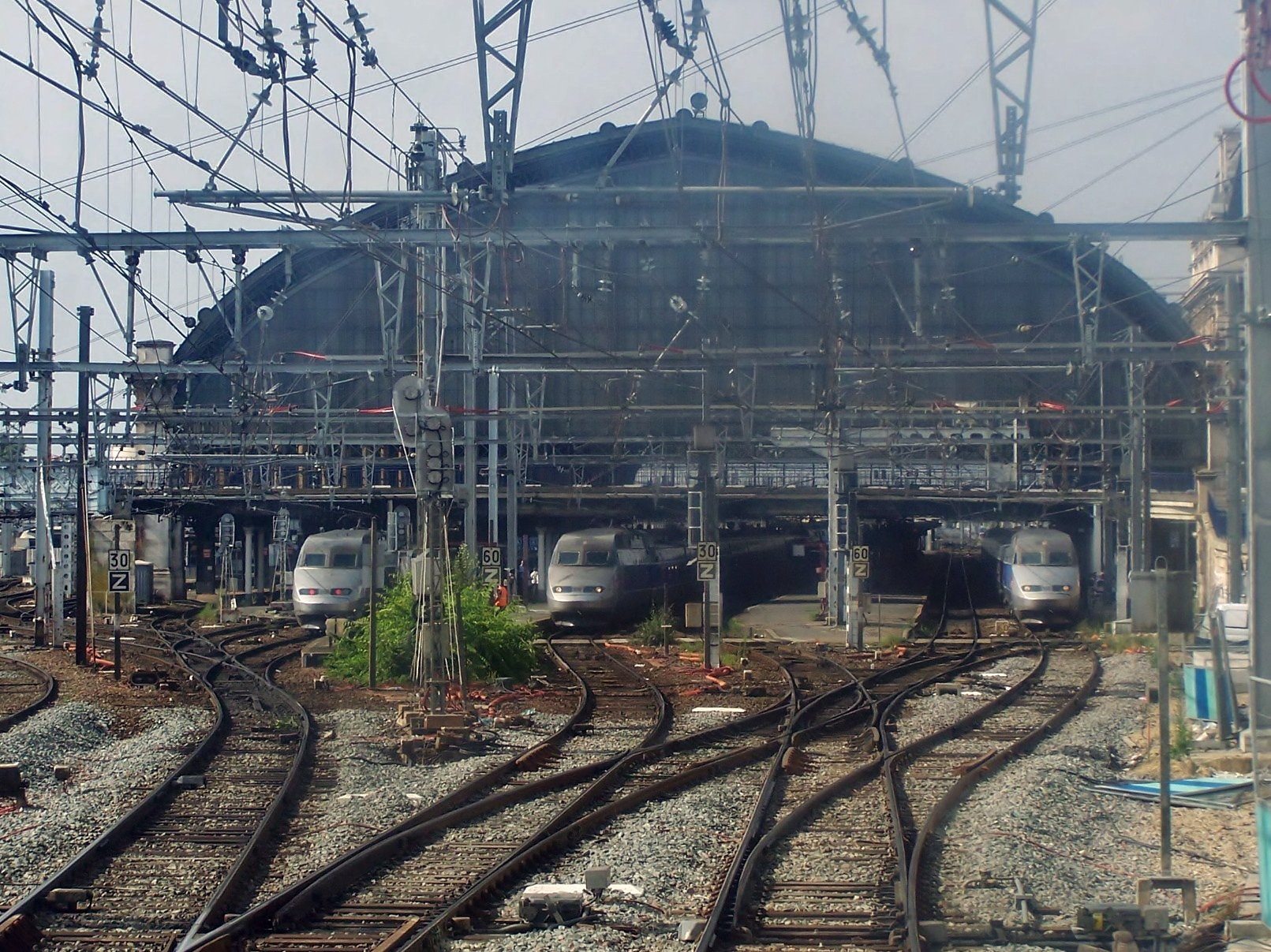
Bahnhofshalle mit Hochgeschwindigkeitszügen des Typs TGV Atlantique
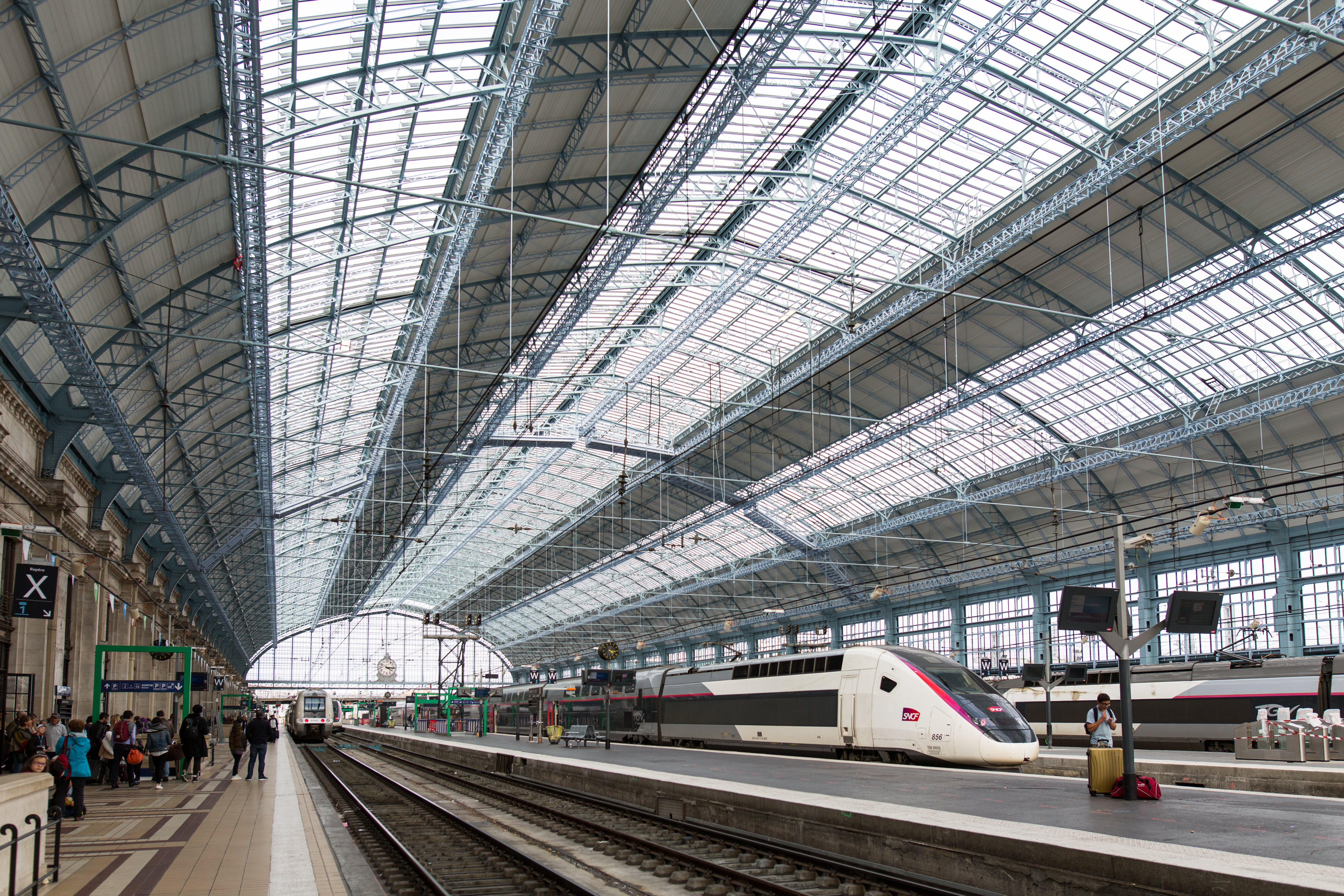
TGV Duplex im Bahnhof